# Randy Rhoads
Randall William Rhoads (6 tháng 12 năm 1956 – 19 tháng 3 năm 1982) là một nghệ sĩ guitar người Mỹ. Anh là người đồng sáng lập kiêm tay guitar đầu tiên của ban nhạc heavy metal Quiet Riot, cũng như là tay guitar và nhạc sĩ đồng sáng tác bài hát ở hai album solo đầu tiên của Ozzy Osbourne là Blizzard of Ozz (1980) và Diary of a Madman (1981). Rhoads được truy tặng ghi danh vào Đại sảnh Danh vọng Rock and Roll vào năm 2021.
Tuy ban đầu được đào tạo về guitar cổ điển, Rhoads đã kết hợp những ảnh hưởng đầu đời này với heavy metal, giúp hình thành một tiểu thể loại mà về sau gọi là neoclassical metal. Cùng Quiet Riot, anh chọn chủ đề chấm bi polka màu đen trắng - trở thành biểu tượng của ban nhạc. Anh thành danh nhất trong nghề nhờ chơi guitar cho sự nghiệp solo của Ozzy Osbourne, biểu diễn các bài như "Crazy Train" và "Mr. Crowley" ở album Blizzard of Ozz. "Crazy Train" sở hữu một trong những câu guitar riff nổi tiếng nhất trong heavy metal.
Anh tử vong do tai nạn máy bay trong lúc đi lưu diễn cùng Osbourne ở Florida vào năm 1982. Tuy sự nghiệp ngắn ngủi, song Rhoads được xem là một nhân vật quan trọng trong nhạc metal. Anh được ghi công là nhân vật tiên phong trong lối chơi guitar solo tốc độ và giàu kỹ thuật, định hình nên phần lớn giới nhạc metal ở thập niên 1980. Anh giúp phổ biến nhiều kỹ thuật chơi guitar nay đã trở nên phổ thông trong heavy metal, gồm tapping bằng hai ngón, dive bomb trên thanh tremolo, các mẫu âm giai phức tạp, và được đặt so sánh với đồng nghiệp cùng thời của anh là Eddie Van Halen. Cây đàn guitar Jackson Rhoads ban đầu do chính anh đặt mua. Anh có tên trong nhiều danh sách "Nghệ sĩ guitar vĩ đại nhất", và được các nghệ sĩ guitar thành danh khác xem là nguồn ảnh hưởng lớn.

## Thân thế và giáo dục
Rhoads sinh ngày 6 tháng 12 năm 1956 tại Santa Monica, California, anh là con út trong ba người con. Cha mẹ anh đều là giáo viên dạy nhạc. Anh trai anh cũng theo nghiệp nhạc sĩ, biểu diễn dưới nghệ danh "Kelle." Năm 1958, tức năm Rhoads 17 tuổi, cha anh bỏ rơi gia đình và tái hôn. Sau đó cả ba người con đều do người mẹ Delores nuôi dưỡng. Bà nhận được bằng cử nhân chuyên ngành âm nhạc của Đại học Califronia (UCLA) và chơi dương cầm chuyên nghiệp. Bà mở một trường dạy nhạc ở Bắc Hollywood có tên gọi Musonia nhằm hỗ trợ gia đình.
Gia đình Rhoads không có hệ thống stereo, nên đám trẻ tự sáng tác nhạc riêng để phục vụ nhu cầu giải trí. Lúc bé, Rhoads nghe the Beatles và the Rolling Stones, anh bắt chước các buổi diễn của họ cùng người anh Kelle ở ga-ra gia đình. Rhoads bắt đầu theo học guitar cổ điển và dân gian vào khoảng bảy tuổi tại trường dạy nhạc của mẹ. Anh hứng thú với guitar nhạc rock và bắt đầu học ở Musonia từ Scott Shelly. Shelly sớm gặp mẹ Rhoads để thông báo rằng ông không còn dạy được con trai bà nữa, vì kiến thức về guitar điện của Rhoads đã vượt xa ông. Rhoads cũng học chơi dương cầm từ mẹ để giúp xây dựng kiến thức về nhạc lý.
Rhoads gặp người đồng đội tương lai Kelly Garni lúc đang theo học Trường Trung học John Muir ở Burbank, California, và hai người trở thành bạn thân. Theo lời Garni, hai người họ không được mọi người ưa thích vì "ngoại hình của chúng tôi. Cứ mỗi lần đến trường là chúng tôi lại gặp chuyện, thế nên thường xuyên cúp học. Chúng tôi chẳng phải mọt sách hay vận động viên, chúng tôi chỉ là chính mình thôi." Chị của Rhoads là Kathy kể lại: "Người ta thật sự gây khó dễ cho thằng bé. Chúng từng muốn đánh nó." Rhoads dạy Garni cách chơi guitar bass, rồi họ cùng nhau lập một ban nhạc lấy tên là The Whore, tập luyện vào ban ngày tại một hộp đêm ở Hollywood mang tên Rodney Bingenheimer's English Disco ở thập niên 1970. Chính trong thời gian này, Rhoads học chơi lead guitar. Garni kể: "Khi tôi gặp cậu ấy, cậu ta chưa biết chơi lead guitar. Cậu ta mới bắt đầu học chơi đàn và thực ra chỉ đánh ngẫu hứng". Rhoads dành nhiều tháng chơi đàn tại các bữa tiệc ngoài trời quanh khu vực Los Angeles vào giữa thập niên 1970.

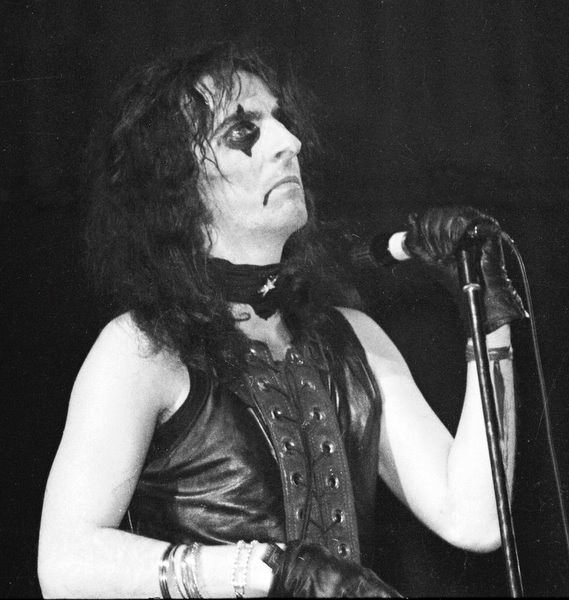
Một buổi hòa nhạc của Alice Cooper (ảnh) là một "bước ngoặt" với Rhoads.

Trong một thời gian ngắn, hai người biểu diễn cho một ban nhạc bè đệm cho vị ca sĩ được nhớ đến cái tên Smokey, rồi lập ban nhạc cover Violet Fox, với Kelle (anh trai Rhoads) chơi trống. Violet Fox hoạt động khoảng năm tháng, lên sân khấu ở một số tiết mục tại Grand Salon, Musonia. Trong danh sách ca khúc của họ có bài "Mississippi Queen" của Mountain và các bài hát của The Rolling Stones, Alice Cooper và David Bowie. Sau khi Violet Fox giải tán, Rhoads lập nên nhiều ban nhạc hoạt động ngắn ngủi khác như The Katzenjammer Kids và Mildred Pierce. Giọng ca chính của The Katzenjammer Kids thường mặc váy đầm lên sân khấu, đôi khi dẫn đến phản ứng dữ dội từ khán giả.
Theo Garni, anh và Rhoads thường nghe đài phát thanh KNAC ở Long Beach, California vì đó là "đài phát thanh duy nhất bật bất cứ gì làm chúng tôi hứng thú," và chính nhờ KNAC mà Rhoads phát hiện ra nhiều tác phẩm nhạc ảnh hưởng đến lối chơi nhạc của mình. Ngôi nhà của một người bạn hàng xóm (sở hữu một dàn âm thanh nổi chất lượng và bộ sưu tập đĩa nhạc đồ sộ) đã trở thành nơi trú chân thường xuyên của hai người họ. Tại nơi đây họ hút cần sa và nghe nhạc hard rock kén người nghe hơn, như những đĩa nhạc đầu tiên của Scorpions.
Lúc bấy giờ, những đĩa nhạc lậu thu trực tiếp rất phổ biến, và Rhoads bắt đầu lưu ý sự khác biệt giữa các sản phẩm phòng thu và bản thu trực tiếp, đặc biệt là những câu lick khác nhau mà nghệ sĩ gutar kết hợp khi biểu diễn trực tiếp. Anh bắt đầu ghi nhớ những câu lick này và tự học cách chơi chúng. Anh trai Rhoads cho biết vào ngày 11 tháng 7 năm 1971, buổi hòa nhạc của Alice Cooper tại Nhà hát Long Beach mà hai anh em tham dự là bước ngoặt trong sự nghiệp của nghệ sĩ guitar này. Sau khi buổi hòa nhạc kết thúc, anh kể lại: "Randy trở nên mê mẩn. Em ấy sững người, chỉ nhìn chăm chú lên sân khấu was catatonic. Sau đêm hôm đó, Randy nói 'Em có thể làm như thế. Em có thể trông như thế. Em có thể trở thành như thế.' Có thứ đã đột ngột xảy đến đêm đó và tôi nghĩ làm cho em ấy thấy em có thể làm được gì bằng tài năng của mình".
Garni tán thành nhận xét trên, ví việc Rhoads phát hiện ra Alice Cooper là "một bước ngoặt." Các tay guitar Glen Buxton, Mick Ronson và Leslie West là những nguồn ảnh hưởng đầu đến lối chơi đàn của anh.

## Quiet Riot
Năm 16 tuổi, Rhoads và Kelly Garni lập ban nhạc Little Women. Cùng khoảng thời gian ấy, Rhoads bắt đầu vừa dạy guitar tại trường của mẹ vào ban ngày, vừa diễn show vào ban đêm. Anh tốt nghiệp Trường trung học Burbank, tham gia một chương trình học đặc biệt tạo điều kiện cho anh rút ngắn việc học và tốt nghiệp sớm, để anh có thể dạy guitar và theo đuổi nghiệp âm nhạc toàn thời gian. Sau khi tuyển mộ giọng ca chính Kevin DuBrow và tay trống Drew Forsyth, ban nhạc liền đổi tên thành Quiet Riot.
Forsyth từng biểu diễn với Rhoads và Garni trong quá khứ, nổi bật nhất là ở nhóm Mildred Pierce. DuBrow là một nhiếp ảnh gia ở L.A., hoàn toàn không như những gì Rhoads mường tượng để chọn thành viên trong ban mới của mình. Anh chẳng được lòng các đồng đội ở Quiet Riot, tình thế này gây nên rất nhiều căng thẳng trong nội bộ ban nhạc. Rhoads từng hình dung về một giọng ca chính kiểu của Alice Cooper hoặc David Bowie, nhưng DuBrow thì quả quyết và kiên trì không thay đổi. Cuối cùng, Rhoads và Garni quyết định rằng nếu không có gì khác, DuBrow có chung sự nhiệt huyết giống họ và anh được nhận vào ban.
Quiet Riot nhanh chóng trở thành một trong những nghệ sĩ nổi tiếng nhất ở chuỗi câu lạc bộ của Los Angeles, rồi đến cuối năm 1976, họ giành được hợp đồng thu âm với CBS/Sony Records. Người hâm mộ mặc đồ chấm bi polka, bắt chước bộ vest và nơ bướm chấm bi polka giống như Rhoads mặc trên sân khấu để dự các show của Quiet Riot. Anh còn sở hữu một cây đàn guitar dáng Flying V do một thợ làm đàn địa phương gia công.
Khi đang gây dựng được lượng người hâm mộ lớn ở Los Angeles, ban nhạc lại chỉ phát hành Quiet Riot và Quiet Riot II ở Nhật Bản. Quan hệ giữa DuBrow và Garni cũng đổ vỡ hoàn toàn trong lúc ban nhạc thu âm album thứ hai, thậm chí có thể dẫn tới những hậu quả khôn lường. Sau khi say xỉn, dùng súng ngắn nã đạn vào trần nhà và dính vào ẩu đả với Rhoads, Garni đã lập mưu bắn và mưu sát DuBrow tại phòng thu The Record Plant trong khi ghi album. Không còn cách nào khác, Rhoads buộc phải khai trừ người bạn lâu năm và đồng sáng lập khỏi ban nhạc của mình.

## Ozzy Osbourne
Năm 1979, Ozzy Osbourne (cựu giọng ca của Black Sabbath) đang ở Los Angeles để tìm cách lập ban nhạc mới. Dana Strum (người quen của Rhoads ở câu lạc bộ LA và tay bass tương lai của Slaughter) đã gọi điện cho Rhoads, hối thúc anh đi phỏng vấn. Ban đầu Rhoads nói với Rudy Sarzo (đồng đội ở Quiet Riot) rằng anh không thực sự hứng thú với việc phỏng vấn, song cuối cùng nhận lời để Strum không làm phiền anh nữa. Rhoads nhận được cuộc gọi đi phỏng vấn ngay trước show cuối của anh với Quiet Riot vào tháng 9 năm 1979. Vào hôm trước ngày Osbourne dự kiến trở về Anh, Rhoads đồng ý đi phỏng vấn với Osbourne tại một phòng thu ở Los Angeles.

### Phỏng vấn
Rhoads mang cây đàn Gibson Les Paul và chiếc âm ly guitar dùng để tập luyện, rồi bắt đầu khởi động. Osbourne (lúc ấy đang rất say) kể về buổi phỏng vấn: "Cậu ấy chơi khúc solo tuyệt hay ấy làm tôi tự hỏi, mình có đang chơi đá hay ảo giác không, chuyện quái gì đang xảy ra thế này?!" Osbourne quả quyết rằng ông ngay lập tức nhận anh vào làm việc. Sau này Rhoads kể: "Tôi chỉ xuất hiện và chơi vài câu riff, thì anh ấy đáp 'Anh đã được nhận'; Tôi có cảm giác kỳ quái nhất vì nghĩ rằng 'Ông ta còn chưa nghe tôi chơi mà'". Sau buổi phỏng vấn, Rhoads trở về Musonia và kể với Sarzo rằng thực ra anh chưa từng gặp Osbourne (lúc ấy đang say và ở trong phòng điều khiển phòng thu suốt buổi phỏng vấn). Theo lời kể của chính Rhoads, chính Strum mới là người bước chân khỏi phòng điều khiển để thông báo anh đã được nhận việc. Tuy nhiên, Rhoads đã lên lịch gặp Osbourne ở khách sạn của ông vào đêm hôm sau. Nhiều năm sau, Osbourne khẳng định lần gặp đầu tiên với Rhoads và buổi phỏng vấn sau đó đều diễn ra tại khách sạn vào ngày hôm sau, và dường như trong cơn say, ông đã gộp cả hai sự kiện vào làm một trong tâm trí mình. Thực tế là Osbourne ngay lập tức bắt đầu tập luyện với một nghệ sĩ guitar nữa sau khi trở về Anh, và trước khi sa thải người nghệ sĩ này thì ông chẳng hề nhắc đến Rhoads, qua đó dường như đính chính rằng những lời kể của ông chưa chính xác.
Vào những ngày tiếp theo sau buổi phỏng vấn, Rhoads, Osbourne, Strum và tay trống Frankie Banali tập luyện ngẫu hứng cùng nhau ở Los Angeles trước khi Osbourne trở về Anh. Do còn thất vọng vì Quiet Riot không thể ký được hợp đồng thu âm ở Mỹ, Rhoads đã bàn với mẹ về khả năng tham gia một ban nhạc đã thành danh. Khi mẹ hỏi anh liệu anh có chấp nhận "đề nghị như thế này không" thì anh đáp, "Dĩ nhiên rồi thưa mẹ!"
Sau khi trở về Anh, một nhân viên của Jet Records tên là Arthur Sharpe đã giới thiệu cho Osbourne Bob Daisley (tay bass cũ của Rainbow), hai người chơi nhạc ăn ý và quyết định cùng nhau làm việc. Do không hài lòng với tay guitar mà lúc đầu họ hợp tác, Osbourne kể với Daisley rằng gần đây ông đã gặp một nghệ sĩ guitar trẻ tài năng ở Los Angeles với cái tên Randy Rhoads. Đội quản lý mới của nhóm định giữ đội hình ban nhạc toàn người Anh và không muốn thuê một nghệ sĩ guitar người Mỹ vô danh, song tay quản lý Don Arden cuối cùng đã nhượng bộ. Rhoads bay tới Anh, rồi ít ngày sau lại phải trở về nhà, anh bị hải quản Anh từ chối cho nhập cảnh tại Sân bay Heathrow vì không mang giấy phép lao động cần có. Một đại diện từ Jet Records được cử đi giải quyết vụ việc song chẳng bao giờ có mặt, và Rhoads mất cả đêm ở phòng giam, rồi bị còng tay và đưa lên máy bay về Hoa Kỳ vào ngày hôm sau. Sau đó Osbourne gọi điện xin lỗi anh, và sắp xếp để Rhoads trở về Anh cùng giấy tờ hợp lệ. Ngày 27 tháng 11 năm 1979, Rhoads bay đến Anh, rồi gặp Osbourne và Daisley tại văn phòng của Jet Records ở Luân Đôn. Ba người đi tàu đến Bullrush Cottage (nhà của Osbourne) và cũng chọn nơi này làm nơi tập luyện. Chính ở nơi này, Rhoads sống cùng Osbourne, Thelma (vợ ông lúc ấy) và hai con của họ, trong những tuần đầu anh sống ở Anh. Nhiều năm sau, Osbourne kể lại trong tự truyện rằng ông chẳng thể hiểu nổi vì sao một nhạc sĩ tài năng như Rhoads lại muốn kết giao với một "tên bợm rượu phù phiếm" như ông.

### The Blizzard of Ozz
Sau một thời gian ngắn tìm kiếm, Lee Kerslake (cựu tay trống của Uriah Heep) đã giúp hoàn thiện ban nhạc mới, lúc ấy được gọi là The Blizzard of Ozz. Nhóm bước chân vào phòng thu để ghi album đầu tay, lấy tên là Blizzard of Ozz. Lối chơi đàn của Rhoads đã thay đổi do Osbourne và Daisley tạo điều kiện cho anh tự do chơi nhạc. Các tác phẩm của anh với Quiet Riot từng bị chê là "nhàm chán" và không dựa trên các âm giai hoặc chuyển soạn của nhạc cổ điển. Nhờ cú hích từ phần soạn neo-classical guitar của Rhoads, Blizzard of Ozz đã ngay lập tức trở thành hit với các người hâm mộ nhạc rock, đặc biệt là ở Hoa Kỳ.
Nhóm phát hành hai đĩa đơn trích từ album: "Mr. Crowley" và "Crazy Train". "Mr. Crowley" được sáng tác ở điệu tính Rê thứ, còn "Crazy Train" được viết ở điệu tính Fa thăng thứ. Nhiều năm sau Osbourne kể: "Một hôm nọ, Randy đến chỗ tôi và nói rằng đa số các bài hát heavy metal được sáng tác theo cấu trúc hợp âm La trưởng hoặc Mi trưởng. Cậu ấy nói 'Ta hãy thử thay đổi đi'... thế nên chúng tôi đặt ra quy tắc rằng gần như từng bài mà chúng tôi ghi trong album không bao giờ được trình bày ở cùng một điệu tính." Cây viết Steve Huey của AllMusic miêu tả câu guitar rifff chính của bài Crazy Train là "câu nhạc kinh điển, sử dụng toàn điệu tính thứ theo cách chưa từng thấy từ những năm hoàng kim của Ritchie Blackmore với Deep Purple."
"Crazy Train" và "Mr. Crowley" lần lượt xếp thứ chín và 28 trong cuộc bầu chọn "100 đoạn guitar solo vĩ đại nhất" của độc giả tạp chí Guitar World. "Crazy Train" xếp thứ 51 trong 100 bài hát soạn cho guitar vĩ đại nhất mọi thời của Rolling Stone.

### Diary of a Madman
Sau tour diễn ở Anh, ban nhạc ghi một album nữa mang tên Diary of a Madman. Tháng 12 năm 1981, độc giả tạp chí Guitar Player bầu chọn Rhoads là "Tài năng mới xuất sắc nhất", còn độc giả tạp chí Sounds của Anh bầu chọn nam nghệ sĩ là "Nghệ sĩ guitar heavy metal xuất sắc nhất". Trong khoảng thời gian này, Rhoads tái hợp với Dubrow để làm một show cố định của Quiet Riot tại Whisky a Go Go, West Hollywood trong một lần anh ghé thăm nhà ngắn ngày. Sau này Rhoads bị quản lý Sharon Arden cảnh báo không được thực hiện hành động như vậy nữa.
Trong thời gian giải lao trước khi thực hiện tour diễn đầu tiên ở Hoa Kỳ, cả Kerslake lẫn Daisley đều bất ngờ bị Sharon (quản lý ban nhạc và vợ tương lai của Osbourne) sa thải. Để thực hiện tour diễn, tay trống Tommy Aldridge (cựu thành viên Black Oak Arkansas) và tay bass Rudy Sarzo (từng làm đồng đội của Rhoads ở Quiet Riot) được nhận vào ban nhạc. Diary of a Madman được phát hành ngay sau đó vào tháng 10 năm 1981. Vì Kerslake và Daisley bị khai trừ khỏi ban nhạc, tên và ảnh chụp Aldridge và Sarzo đã xuất hiện trên vỏ bìa album. Tranh chấp về tiền bản quyền biểu diễn và các quyền sở hữu trí tuệ khác đã châm ngòi cho các cuộc chiến pháp lý trong tương lai. Kerslake quả quyết rằng Rhoads suýt rời ban nhạc của Osbourne vào cuối năm 1981 do bất mãn với hành động sa thải chính anh và Daisley. Sau này tay trống kể lại: "Cậu ấy [Rhoads] không muốn tiếp tục [đi tour với Osbourne nữa]. Chúng tôi bảo cậu rằng bọn tôi đã bị đuổi  việc. Cậu ấy nói mình sắp rời ban nhạc, vì cậu không muốn bỏ lại chúng tôi. Tôi bảo cậu ta rằng đừng ngốc nghếch thế, nhưng cảm ơn cậu vì dành tình cảm cho bọn tôi.
Trong khoảng thời gian này, Rhoads kể với Osbourne, các đồng đội Aldridge và Sarzo, cùng người bạn Kelly Garni rằng anh đang cân nhắc bỏ nhạc rock trong vài năm để kiếm tấm bằng chuyên ngành guitar cổ điển tại UCLA vào năm 1991. Trong bộ phim tài liệu Don't Blame Me (1991), Osbourne xác nhận Rhoads mong muốn được lấy bằng và cho rằng nếu anh còn sống, ông không tin Rhoads sẽ gắn bó với ban nhạc nữa. Nghệ sĩ bass Garni (cựu đồng đội ở Quiet Riot và bạn của Rhoads) đoán trong các buổi phỏng vấn rằng nếu Rhoads vẫn tiếp tục chơi nhạc rock, anh có thể đã đi theo con đường nhạc rock chịu sự dẫn dắt của đàn keyboard hơn, và trào lưu ấy đã trở nên phổ biến suốt thập niên 1980. Trong lúc đi tour với Osbourne, Rhoads tìm gia sư dạy guitar cổ điển để học bất cứ khi nào có thể.
Ở thời điểm qua đời, Rhoads đã đưa ra quyết định chia tay Osbourne sau khi hoàn thành nhiệm vụ trong hợp đồng. Tuy có mối quan hệ tốt với Osbourne, chứng lạm dụng rượu và ma túy vô độ của giọng ca này ngày qua ngày gây khó dễ cho các thành viên của ban nhạc khi đi tour. Khi tour diễn Diary of a Madman ở Mỹ được khởi động, Osbourne thường từ chối biểu diễn do dư âm của những đêm nốc rượu quá nhiều vào đêm hôm trước, và chỉ Sharon mới có thể thuyết phục được ông lên sân khấu. Vì vậy mà nhiều show đã bị hủy bỏ, còn Rhoads phát mệt với sự thất thường của Osbourne.
Tháng 2 năm 1982, sự việc quản lý và hãng thu âm của Osbourne thu thanh album ghi trực tiếp các bài hát của Black Sabbath tại Maple Leaf Gardens, Toronto vào năm ấy như giọt nước làm tràn ly. Rhoads và đồng đội Tommy Aldridge thấy rằng họ đã thành danh trong nghệ sĩ thu âm, họ xem việc làm một album toàn bài hát cover là một bước lùi cả về mặt chuyên môn và nghệ thuật. Vì thế họ từ chối tham gia các buổi thu thanh trực tiếp theo dự kiến. Osbourne xem quyết định này như một sự phản bội, và quan hệ giữa ông và Rhoads trở nên rạn nứt. Khi đã uống say bí tỉ, Osbourne lại uống nhiều hơn nữa và bắt đầu chia rẽ ban nhạc. Có thời điểm trong cơn say, ông đã sa thải toàn bộ ban nhạc (kể cả Rhoads), song sau này ông chẳng nhớ gì về chuyện đó. Ông bắt đầu chế nhạo Rhoads bằng tuyên bố rằng những người như Frank Zappa và Gary Moore sẵn sàng thay thế anh để thu album trực tiếp. Hành vi của Osbourne đã sớm thuyết phục Rhoads rời ban nhạc. Anh bất đắc dĩ nhận lời biểu diễn ở album ghi trực tiếp, với điều kiện sẽ rời đi sau hoàn thành nghĩa vụ hợp đồng với Jet Records - gồm một album phòng thu và một tour diễn nữa. Ít tuần sau, album ghi trực tiếp theo dự kiến đó lại bị hủy sau cái chết bất ngờ của nam nghệ sĩ, song dự án nhanh chóng được tái khởi động với việc phát hành Speak of the Devil vào tháng 11 năm ấy.

## Tử vong
Rhoads diễn show cuối vào Thứ Năm, ngày 18 tháng 3 năm 1982 tại nhà thi đấu Knoxville Civic Coliseum. Ngày hôm sau, ban nhạc đi xe buýt đến nhạc hội Rock Super Bowl XIV tại Orlando, Florida. Osbourne kể lại lần cuối ông nói chuyện với Rhoads về vụ nam nghệ sĩ guitar khiển trách ông vì nghiện rượu nặng. Trên xe buýt, Rhoads nói với Osbourne: "Ông biết đấy, một ngày nào đó ông sẽ tự giết mình đó."

### Tai nạn máy bay

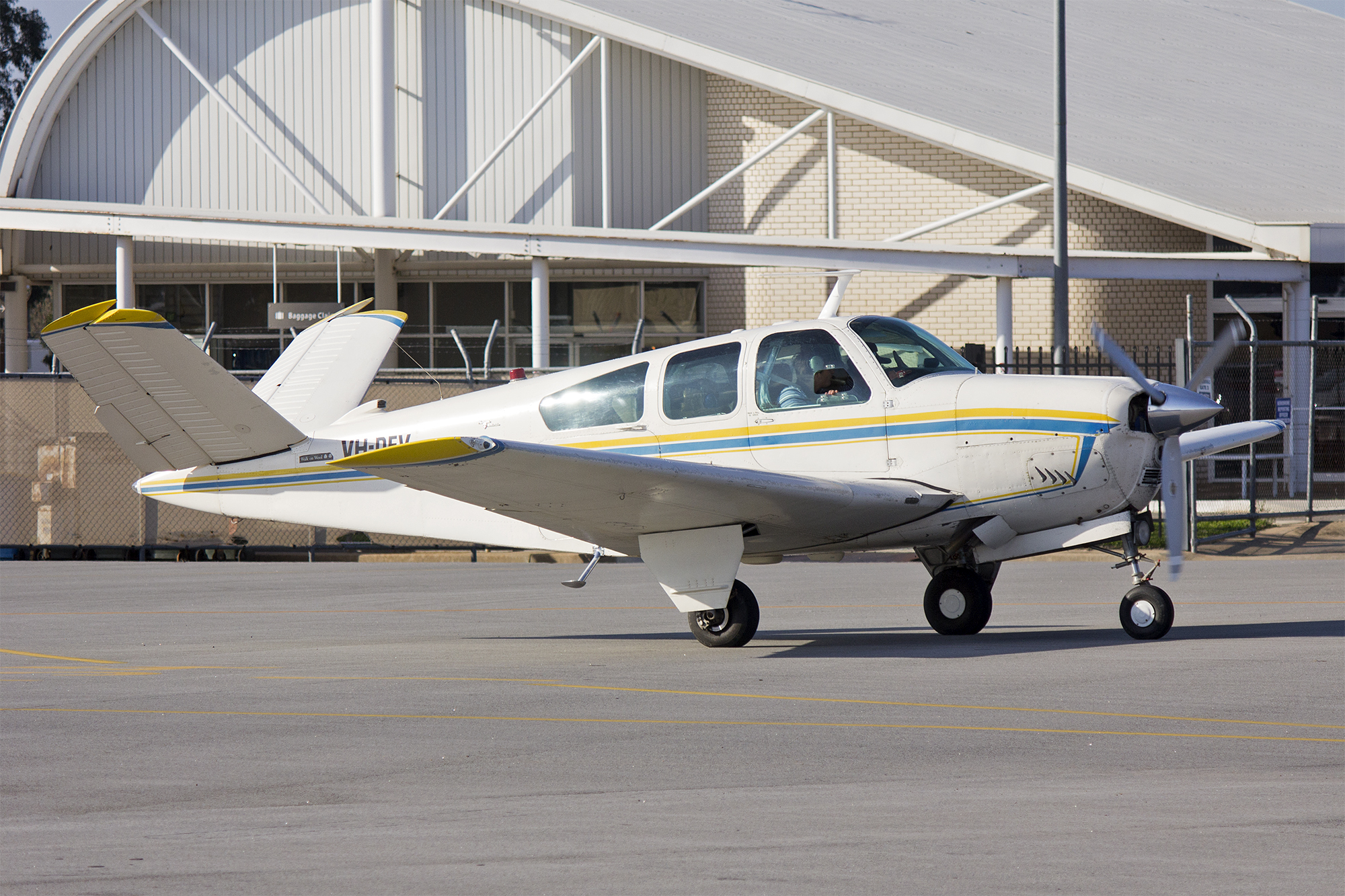
Chiếc phi cơ Beechcraft Bonanza Mẫu F35 đời năm 1955, tương tự như chiếc phi cơ chở Rhoads làm anh thiệt mạng

Sau khi di chuyển gần hết đêm, chiếc xe buýt dừng chân tại Flying Baron Estates ở Leesburg, Florida để sửa bộ phận điều hòa không khí gặp trục trặc trong lúc Osbourne vẫn đang ngủ. Trên khu đất do công ty xe buýt lưu diễn Calhoun Brothers sở hữu, có một đường băng dành cho trực thăng và phi cơ nhỏ. Tay tài xế xe buýt lưu diễn kiêm phi công riêng Andrew Aycock đã tự ý chiếc máy bay Beechcraft F35 chỉ có một động cơ được đăng ký dưới tên Mike Partin. Ở chuyến bay đầu tiên, Aycock chở theo nghệ sĩ keyboard Don Airey và nhà quản lý lưu diễn Jake Duncan. Sau này, Duncan tiết lộ rằng Aycock đã "bay sát" xe buýt để gọi tay trống Tommy Aldridge dậy. Rồi cả nhóm hạ cánh. Chuyến bay thứ hai thì chở Rhoads và nghệ sĩ hóa trang Rachel Youngblood trên ghế hành khách. Rhoads đã cố thuyết phục nghệ sĩ bass Rudy Sarzo lên máy bay cùng mình, song Sarzo lại chọn ngủ thêm một chút.
Trong chuyến bay thứ hai, tay phi công đã cố thực hiện nhiều lần "bay sát" chiếc xe buýt lưu diễn hơn. Aycock đã thực hiện hai lần "bay sát" thành công, song đến lần thứ ba thì hỏng. Khoảng 10 giờ sáng, sau khi bay trên không khoảng năm phút, một cánh máy bay va vào nóc xe buýt lưu diễn, khiến cánh vỡ làm đôi và máy bay bị xoay tròn. Cú va chạm đầu tiên với chiếc xe buýt làm đầu Rhoads và Youngblood đập vào kính chắn gió của máy bay. Rồi chiếc máy bay lia đứt ngọn cây thông, đâm vào gara để xe của một ngôi biệt thự gần đó và bốc cháy dữ dội. Rhoads (25), Aycock (36) và Youngblood (58) đều thiệt mạng ngay lập tức. Cả ba thi thể bị thiêu đến mức không nhận dạng nổi, còn Rhoads được nhận dạng bằng hồ sơ nha khoa và đồ trang sức riêng. Theo lời Sharon Osbourne (lúc ấy bà đang ngủ trên xe buýt và bị vụ tai nạn đánh thức): "Tất cả họ đều bị nghiền nát thành từng mảnh, các phần thi thể ở khắp nơi."
Nghệ sĩ keyboard Don Airey là người duy nhất chứng kiến vụ tai nạn, vì những người còn lại vẫn đang ngủ trên xe buýt. Theo lời kể của Airey, ông thuật lại vụ ẩu đả giữa Rhoads và Aycock trong buồng lái, vài giây trước vụ tai nạn: "Tôi cầm máy ảnh và chụp ảnh chiếc máy bay để đưa cho Randy sau đó. Tôi mở ống kính tele lên và có thể nhận ra có một cuộc ẩu đả diễn ra bên trong máy bay. Cánh máy bay liên tục chao đảo. Cánh máy bay gần như ở góc vuông và cách mặt đất chưa đầy 6 foot (1,8 m). Lúc ấy tôi đặt máy ảnh xuống và thấy chiếc máy bay ngay trước mặt mình. Tôi nhanh chóng khom người xuống để tránh va chạm, nhìn qua vai và thấy máy bay tông vào xe buýt, cán đổ cây và phát nổ khi đâm vào ga-ra."
Khi những người trên xe buýt đang cố tìm hiểu chuyện gì đã xảy ra, nghệ sĩ bass Sarzo kể lại ông đã bước chân trần tránh mảnh kính vỡ và nhìn qua lỗ lớn trên xe buýt, thấy tay quản lý lưu diễn Jake Duncan đứng bên ngoài, run rẩy sợ hãi gào thét: "Họ chết rồi! Chết thật rồi!" Tay trống Tommy Aldridge giật lấy bình cứu hỏa từ xe buýt và đi đến chỗ vụ tai nạn để cố dập lửa trong vô vọng. Nhà quản lý lưu diễn Duncan (từng đi trên chuyến bay đầu tiên) giải thích rằng tuy đã lo ngại về hành vi của tay phi công, song ông không hề có linh tính trước về thảm kịch: "Mọi thứ dường như đều vô hại. Khi chúng tôi đặt chân đến sáng nay, Andy mời Don và tôi lên máy bay. Tôi phải thừa nhận có hơi hãi khi anh ta bắt đầu 'bay sát' xe buýt để cố đánh thức Tommy. Nhưng sau vài lần thì chúng tôi hạ cánh. Chuyện là vậy đó".
Rhoads sợ bay còn Youngblood bị yếu tim. Ban đầu Rhoads không định lên máy bay. Duncan giải thích vì sao mà nam nghệ sĩ lại lên chuyến bay định mệnh đó: "Ngay sau khi chúng tôi hạ cánh, Andy đến nói với tôi rằng anh chuẩn bị đưa Rachel lên bay một chuyến. Và khi biết tình trạng tim của cổ, anh ấy cam đoan với tôi rằng anh ấy sẽ bay ít thôi, chỉ vòng quanh khu đất vài lần và không thực hiện bất kỳ pha nguy hiểm điên rồ nào. Thế nên khi Randy nghe vậy, anh ấy quyết định đi cùng họ để có thể chụp ảnh từ trên không bằng máy của mình."

### Phản ứng
Các thành viên còn lại của ban nhạc và ê-kíp buộc phải ở Leesburg thêm hai ngày nữa, cho tới khi các cuộc điều tra sơ bộ được hoàn tất. Anh rể của Rhoads đã bay từ California đến Leesburg để nhận dạng thi thể của em mình. Phát ngôn chính thức của Ozzy Osbourne với các nhà điều tra vụ việc như sau: "Khoảng 9 giờ sáng Thứ Sáu, ngày 19 tháng 3 năm 1982, tôi bị đánh thức bởi một tiếng nổ lớn. Tôi ngay lập tức cho rằng chúng tôi đã đâm vào một phương tiện trên đường đi. Tôi rời khỏi giường, hét với vị hôn thê Sharon của tôi, 'Ra khỏi xe buýt ngay.' Trong khi ấy, cô ấy hét với những người còn lại kêu xuống xe hết. Sau khi rời khỏi xe buýt, tôi thấy một chiếc máy bay gặp tai nạn. Lúc ấy tôi không biết ai đang ở trên máy bay. Khi chúng tôi nhận ra người của mình ở trên máy bay, thật quá khó để tìm sự hỗ trợ từ bất kỳ ai. Thực ra, phải mất gần nửa tiếng mới có người đến được. Một chiếc xe cứa hỏa nhỏ đến, hình như phun ba gallon nước vào đám cháy. Chúng tôi yêu cầu hỗ trợ hơn nữa, ví dụ như điện thoại di động, và chẳng nhận được bất kỳ hỗ trợ nào. Cuối cùng, chúng tôi tìm ra một chiếc điện thoại di động và Sharon gọi cho bố cô ấy."
Bob Daisley và Lee Kerslake (từng thu đĩa Blizzard of Ozz và Diary of a Madman với Rhoads và vừa mới bị khai trừ khỏi ban nhạc của Osbourne) đã ở cùng nhau với Uriah Heep tại Houston, Texas ngày hôm ấy, rồi họ hay tin về sự việc. Kerslake kể lại khoảnh khắc anh biết tin về thảm kịch: "Tôi đang ngồi ở quán bar thì Bob Daisley bước vào. Tôi quay ra nhìn Bob và nói 'Chết tiệt, mặt anh trắng bệch hết rồi. Có chuyện gì thế?' Bob đáp, 'Lee, có một vụ tai nạn máy bay sáng nay và Randy ở trên cái máy bay đó ... và cậu ấy mất rồi.' Chuyện là vậy đó. Ôi chúa ơi, khi nghe tin ấy,– tôi quay lại và đau đớn gào khóc. Bob và tôi khóc hết nước mắt vì cậu ấy, vì chúng tôi yêu cậu. Cậu ấy quả là một chàng trai dễ mến mà."
Jody Raskin (bạn gái lâu năm của Rhoads) đang ở trong xe khi nghe hàng loạt bài hát từ Blizzard of Ozz trên đài phát thanh, rồi DJ thông báo về vụ tai nạn và tin tức Rhoads đã thiệt mạng. Cô quá quẫn trí đến mức không tiếp tục lái xe được nữa. Khi tay trống Frankie Banali (người bạn thân và thành viên tương lai của Quiet Riot) nghe tin, anh nhanh chóng liên lạc với Rudy Sarzo để chắc chắn rằng anh ấy vẫn ổn. Anh cho biết mình cảm thấy Sarzo đang có một quãng thời gian chật vật để tiếp tục hoạt động mà thiếu Rhoads.
Lúc bấy giờ, Black Sabbath cũng đang đi lưu diễn ở Mỹ và hay tin trên đài phát thanh. Theo nghệ sĩ bass Geezer Butler, họ đã hoảng sợ, không biết liệu Osbourne có phải một trong số các nạn nhân không. Họ nhanh chóng liên lạc với ban quản lý của Osbourne để tìm hiểu chuyện gì đã xảy ra.
Ít giờ sau vụ tai nạn, các thành viên của ban nhạc và ê-kíp đã gọi điện cho người thân để đảm bảo rằng họ an toàn, vì các bản tin chưa nêu tên các nạn nhân. Sarzo tìm ra một nhà thờ gần khách sạn mà họ tạm trú và đi vào trong cậu nguyện. Nhà thờ vắng bóng người, chỉ trừ một người đàn ông đứng phía trước, không ngừng rơi lệ gần bệ thờ. Sarzo xúc động trước sự đau buồn khôn xiết ấy. Cuối cùng người đàn ông đau buồn hét lên "Tại sao? Tại sao chứ?", rồi Sarzo nhận ra người đó là Osbourne.
Khi nghệ sĩ guitar đồng nghiệp Eddie Van Halen hay tin về vụ tai nạn, anh ngay lập tức thấy rằng tay phi công "phải là kẻ mắc lỗi khi sự việc xảy ra". Cụ thể trong một lần phỏng vấn trên đài phát thanh vào đầu năm 1982, anh bộc bạch: "Bạn không thể bay thấp như thế và đâm vào xe buýt lưu diễn, rồi tông vào nhà. (Tay phi công) thật khốn kiếp. Thật là đần độn mà. Tôi thấy thật tiếc thương (Rhoads)."

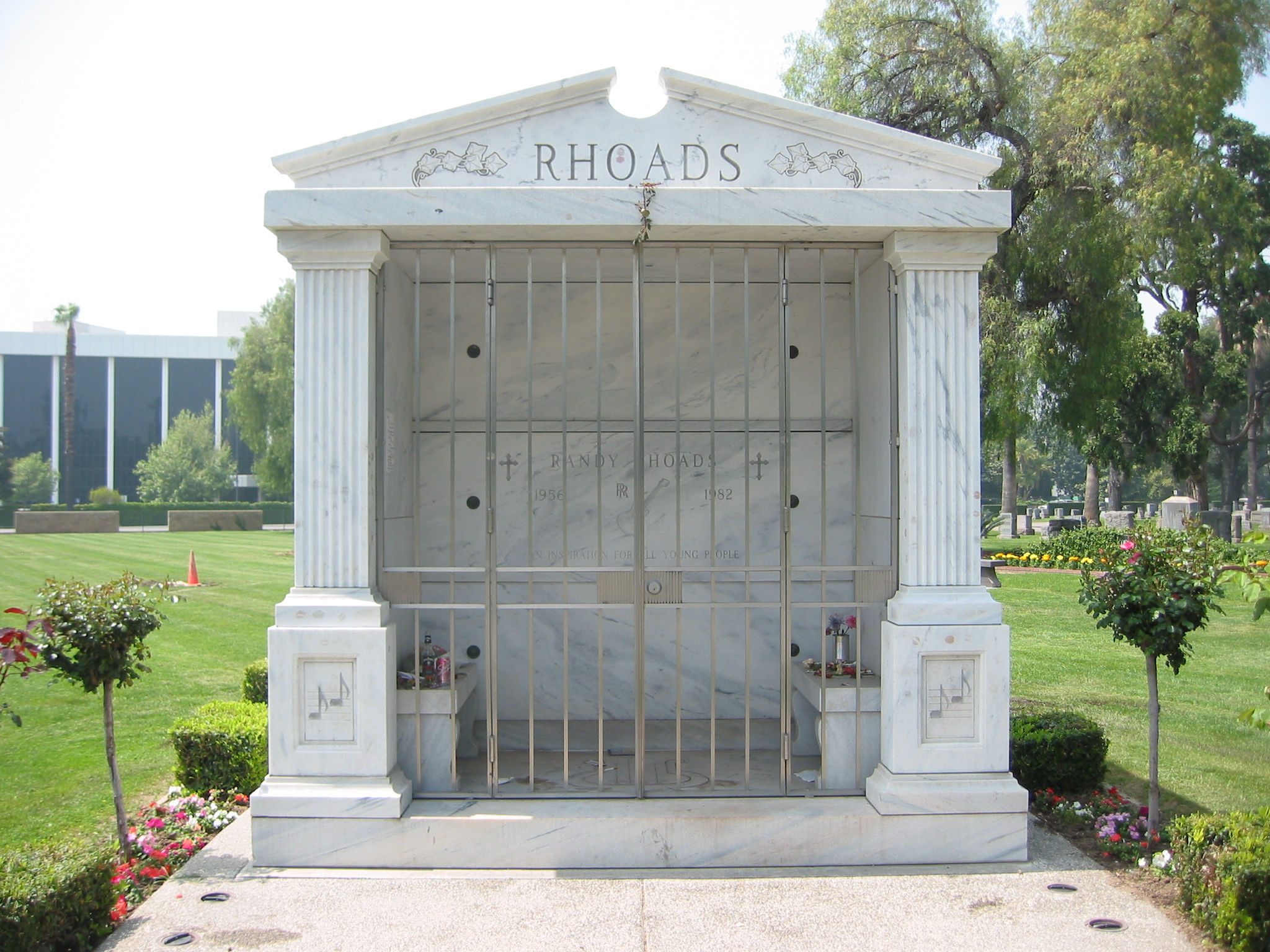
Mộ của Rhoads nằm ở San Bernardino, California

Wanda (người vợ đã ly thân của Aycock) đã dành cả đêm cuối trên xe buýt. Các thành viên của ban nhạc cho biết Aycock đang cố làm lành với cổ. Theo lời nhân chứng, Wanda xuất hiện từ bên trong chiếc xe buýt sau khi chuyến bay thứ hai cất cánh và cô đứng ở cửa ra của xe để xem chiếc máy bay và đón Aycock lần cuối. Cả Don Airey và Sarzo đều giả định rằng sau khi đột ngột thấy người vợ đã ly thân xuất hiện, Aycock cố tình quyết định nông nổi là lấy mạng cô bằng cách lái máy bay đâm vào xe buýt. Sarzo cũng nói rằng trạng thái cảm xúc bất ổn của Aycock vào ngày hôm ấy trở nên xấu đi do tác dụng của cocaine và mất ngủ. Về cuộc ẩu đả trong buồng lái, Sarzo giả định rằng những hành động của Rhoads ở những giây cuối đời mình đã ngăn một cú đâm trực tiếp vào xe buýt - có thể làm vợ cũ của tay phi công và những người khác trong đoàn thiệt mạng.
Sau này Ozzy Osbourne thừa nhận rằng Aycock đã chơi cocaine cả đêm trước vụ tai nạn. Sau khi khám nghiệm tử thi, các điều tra viên xác nhận Aycock dương tính với cocaine; xét nghiệm độc chất trong người Rhoads chỉ có mỗi nicotine. Cuộc điều tra của Ủy ban An toàn Giao thông Quốc gia xác định giấy chứng nhận y khoa hàng không của Aycock đã đáo hạn và một nguồn tin khác cho rằng Aycock từng là phi công trong một vụ tai nạn gây chết người nữa ở Các Tiểu vương quốc Ả Rập Thống nhất sáu năm về trước. Sharon biết về vụ tai nạn ấy, song chẳng thông báo với bất kỳ ai trong tour diễn. Thời điểm sau khi xảy ra vụ tai nạn, bà được cho là đã khiển trách  tay quản lý lưu diễn Duncan vì cho phép mọi người lên máy bay cùng một phi công chơi thuốc phiện cả đêm. Bà nói: "Anh không biết là cái gã đó đã làm một đứa con của Calhoun thiệt mạng trong một vụ tai nạn máy bay ư?"
Đám tang của Rhoads được tổ chức tại Nhà thờ First Lutheran ở Burbank, California. Osbourne, Aldridge, Sarzo, và Kevin DuBrow (đồng đội cũ của Rhoads ở Quiet Riot) nhận trách nhiệm khiêng quan tài. Trên quan tài của anh có hoa và hai bức ảnh chụp nghệ sĩ guitar: một bức chụp Rhoads và Osbourne trên sân khấu San Francisco. Rhoads được chôn cất tại Nghĩa trang Mountain View ở San Bernardino, California. Trên mộ anh có ghi dòng chữ "Một nguồn cảm hứng cho toàn bộ những người trẻ."

## Đời tư
Rhoads cao 5 foot 7 inch (170 cm) và nặng 105 pound (48 kg). Anh là nhà sưu tập nhiệt tình tàu hỏa đồ chơi. Anh từng đi khắp nước Anh để tìm chúng khi lần đầu rời Hoa Kỳ để thu đĩa Blizzard of Ozz vào năm 1980. Anh kể với Rudy Sarzo (đồng đội và người bạn thân của Osbourne) rằng một đêm nọ, anh và Sharon Arden từng làm vài chén ăn mừng trong một khách sạn và cuối cùng lên giường cùng nhau. Lúc bấy giờ, Ozzy Osbourne đang cố cứu vãn hôn nhân với người vợ đầu Thelma, còn Sharon chỉ là tay quản lý của ông.
Osbourne cho biết Rhoads không dùng thuốc phiện và uống rượu rất ít, nếu có thì thích loại Anisette. Osbourne kể rằng khi mà Rhoads không thích đi tiệc tùng, thì bù lại anh hút thuốc lá cực nhiều. Ông kể: "Cậu ấy [Randy Rhoads] có thể giành tấm huy chương vàng ở Thế vận hội Ung thư phổi." Kelly Garni kể rằng trong những ngày đầu ở Quiet Riot, anh và Rhoads đã thử chơi cần sa và cocaine, song thấy "nó thật không hợp với bọn tôi". Lúc đấy, anh cho biết Rhoads xem cocaine là thứ vô hại, nên thỉnh thoảng chỉ sử dụng cocaine làm phương tiện thức trắng đêm và vui chơi, song phát triển góc nhìn tiêu cực hơn nhiều về thuốc phiện sau khi hợp tác với Osbourne. Garni kể rằng những lần Osbourne chơi thuốc say cả đêm đã dạy cho nghệ sĩ guitar cách tránh thuốc phiện và lạm dụng chất. Anh thường đi một mình để tập luyện guitar hoặc viết thư về nhà gửi cho bạn gái và mẹ, trong khi Osbourne đang lên cơn phê.
Theo lời anh trai Kelle, Rhoads là một tín đồ Luther "khá sùng đạo".

## Nhạc cụ và phụ kiện

### Guitar

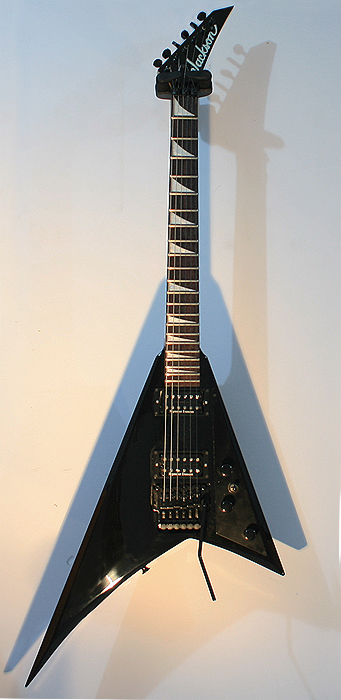
Cây đàn Jackson Rhoads màu đen

Ngay trước khi chia tay Quiet Riot vào năm 1979, Rhoads đã tặng những tấm ảnh vẽ tay cây guitar dáng Flying V chấm bi polka cho Karl Sandoval (một thợ làm đàn ở California). Cây guitar mà Sandoval chế tác cho Rhoads trở thành một trong những nhạc cụ đặc trưng của tay guitar này. Các cây đàn guitar của Rhoads gồm:
- 1974 Gibson Les Paul Custom Alpine White
- 1957 Gibson Les Paul Black Beauty (chỉ dùng để chụp ảnh)
- Karl Sandoval "Polka Dot" V
- Jackson Rhoads White "Prototype" Concorde
- Jackson Black Rhoads với phần bridge đã sửa
- Fender Stratocaster

#### Dây đàn
Anh thích dùng dây đàn cỡ .009 trong Blizzard of Ozz, và dùng dây cỡ .010 hoặc .011 trong Diary of a Madman.
- GHS Boomers, .009–.042 (Blizzard)
- GHS Boomers, .010–.046 (Diary)
- GHS Boomers, .011-.050 (Diary)

#### Pickup
Rhoads sử dụng các pickup gồm:
- Stock pickup trong cây đàn Gibson Les Paul Custom đời năm 1974.
- DiMarzio Super Distortion/PAF Humbucker trên cây Flying V của Karl Sandoval.
- Seymour Duncan Distortion/Jazz Model trên Jacksons.

### Hiệu ứng

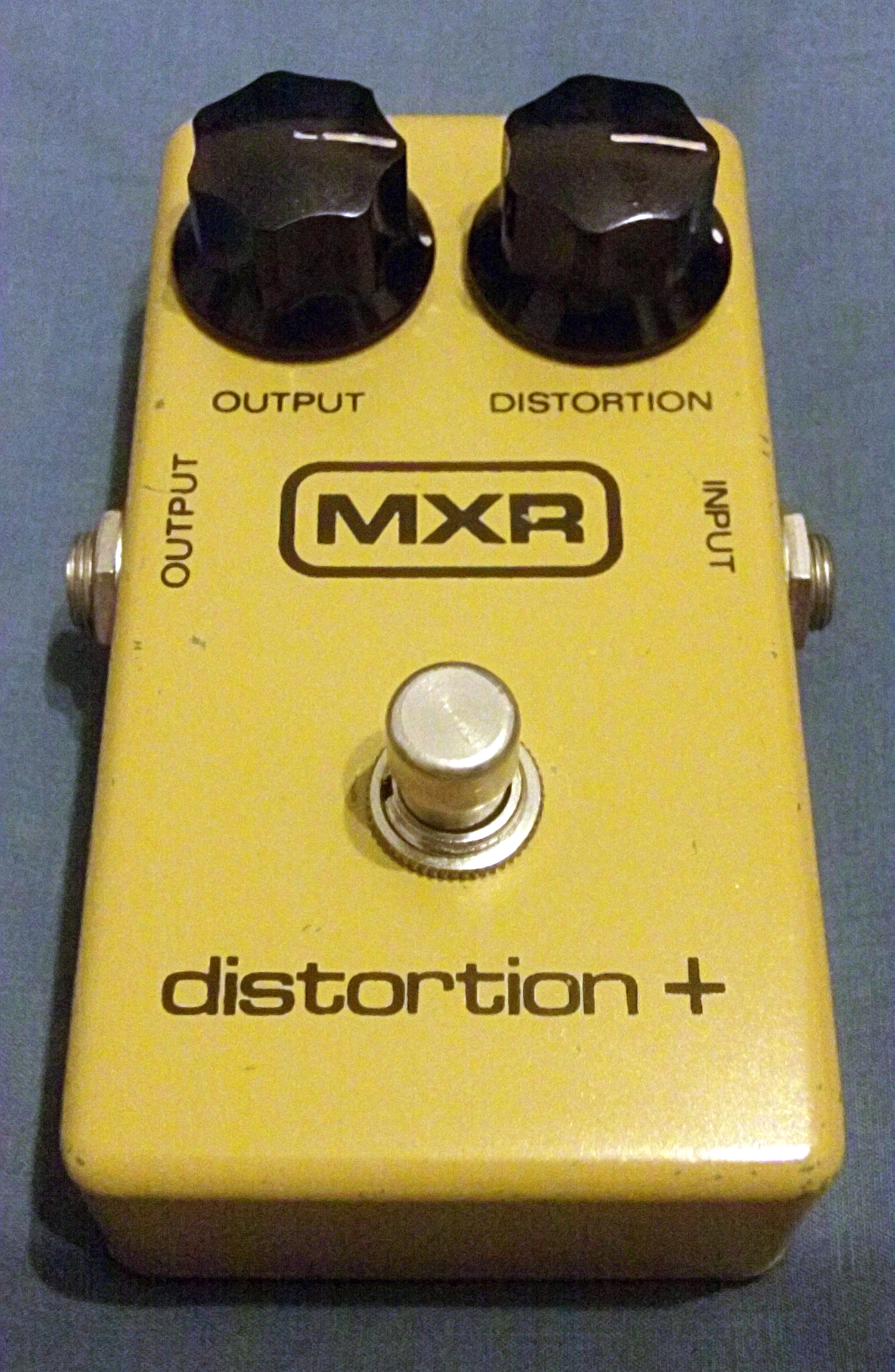
MXR Distortion +

Rhoads cho biết "MXR Distortion Plus là công cụ duy nhất mà tôi sử dụng nhiều." Các bàn đạp hiệu ứng của anh gồm:
- Dunlop Cry Baby Wah-wah[51]
- Roland:
  - RE-201 Space Echo
  - Volume Foot Pedal
- Korg echo[51]
- MXR:
  - Distortion +
  - 10 Band EQ
  - Flanger
  - Stereo Chorus[51]

### Âm ly
- Mẫu Marshall 100 Watt đời năm 1959 với Sylvania 6CA7 Power Tubes (tài liệu ảnh từ tạp chí Guitar Legends).
- Marshall 4×12 Cabinets với loa Altec 417-8H.

### Trang thiết bị trộm (2019)
Tháng 12 năm 2019, Ozzy Osbourne treo thưởng 25.000 đô la Mỹ cho thông tin giúp thu hồi một số trang thiết bị, mà đa số chúng từng thuộc về Rhoads và bị lấy trộm ở khuôn viên trường nhạc Musonia vào đêm ngày 28 tháng 11 năm 2019.
Trong số các món đồ bị trộm có cây đàn Harmony Rocket đời 1963 (cây guitar điện đầu tiên của Rhoads), chiếc Amp Head của hãng Peavey từng nằm trong bộ sưu tập phụ kiện đầu tiên trên sân khấu của Quiet Riot, chiếc Marshall Head cực hiếm thuộc dòng Randy Rhoads Series (mẫu số một hoặc hai được công ty Marshall quyên tặng cho gia đình Rhoads), và cây kèn trumpet Silver French Besson từ thời Đại khủng hoảng mà lúc đầu do mẹ anh sở hữu. Ngoài ra còn có nhiều món quà từ người hâm mộ, đồ lưu niệm, mọi tấm ảnh của Rhoads và "các nhạc cụ khác". Ít ngày sau, những món đồ này được phát hiện ở trong một thùng rác.

## Ảnh hưởng và di sản
Rhoads xếp thứ 36 trong 100 nghệ sĩ guitar vĩ đại nhất của tạp chí Rolling Stone. Anh xếp hạng bốn ở danh sách 100 nghệ sĩ guitar heavy metal vĩ đại nhất của Guitar World và hạng 26 trong danh sách 50 nghệ sĩ guitar chơi nhanh nhất của Guitar World.
 —Tom Morello
Những nguồn ảnh hưởng lớn tới nghề chơi guitar của Rhoads là Leslie West, Ritchie Blackmore, Michael Schenker, Gary Moore, Charlie Christian và John Williams.
Nhiều năm sau khi mất, các tác phẩm của Rhoads trở nên cực kỳ giàu sức ảnh hưởng trong những thể loại như neoclassical metal. Chúng được những nghệ sĩ guitar đánh giá cao như Dimebag Darrell của Pantera, John Petrucci của Dream Theater, Zakk Wylde, Michael Romeo, Alexi Laiho, Mick Thomson của Slipknot, Paul Gilbert của Mr. Big, Buckethead, Michael Angelo Batio, Tom Morello của Rage Against the Machine, Mike McCready của Pearl Jam và Ray Toro của My Chemical Romance.
Aldridge (được Rhoads xem là tay trống yêu thích của mình từ khi xem ông biểu diễn trên truyền hình với Black Oak Arkansas ở thập niên 1970) cho biết việc hợp tác với một nhạc sĩ tài năng như Rhoads "thật sự truyền cảm hứng. Đó là sự việc thay đổi đời tôi". Từ góc nhìn âm nhạc, ông kể rằng việc diễn cùng Rhoads là đỉnh cao trong sự nghiệp của mình: "Chuyện đó cực kỳ thú vị. Về mặt âm nhạc, đấy là đỉnh cao trong sự nghiệp của tôi. Làm việc với những người như Randy Rhoads giống như họ túm lấy gáy bạn và nâng bạn lên ngang tầm với họ."
Tuy nhiên, tài năng của Rhoads không phải lúc nào cũng nhận được những lời ca tụng lúc sinh thời. Đồng nghiệp Eddie Van Halen có phần nào đấy xem thường lối chơi đàn của Rhoads. Năm 1982, anh chia sẻ: "Tất cả những gì cậu ta học là từ tôi" và "Tôi không nghĩ cậu ta đã làm được những điều mà tôi chưa từng làm", nhưng nhận xét: "Cậu ta giỏi đấy". J. D. Considine của tạp chí Rolling Stone phê bình lối chơi đàn của Rhoads trong bài đánh giá album Diary Of A Madman, nhận xét anh là "một tiểu Eddie Van Halen, tràn đầy tài năng song thiếu một chút tưởng tượng". Tuy nhiên nhiều năm sau, tạp chí vẫn đưa Rhoads vào danh sách những nghệ sĩ guitar vĩ đại nhất mọi thời.

### Ghi danh truy tặng

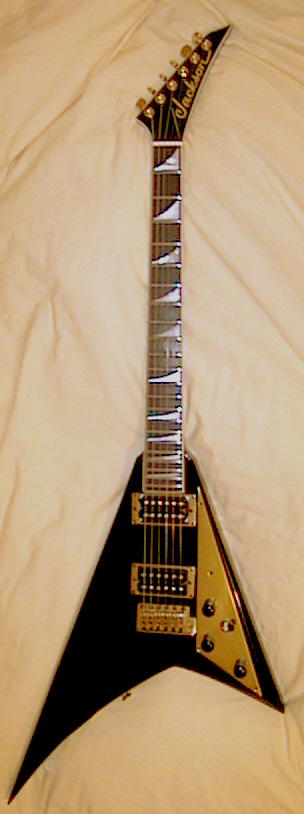
Jackson Rhoads dáng V cánh ngắn

Ngay trước khi Rhoads mất, Jackson Guitars đã chế tác mẫu đàn đặc trưng mang tên Jackson Randy Rhoads (dù lúc đầu Rhoads gọi cây đàn dáng V sọc trắng của mình là "the Concorde"). Rhoads nhận được nguyên mẫu chiếc đàn - một cây đàn dáng V lệch cánh phủ màu đen - được chọn làm cơ sở của dòng đàn Jackson ngày nay. Song anh mất trước khi cây guitar được đưa vào sản xuất.
Jackson Guitars đã phát hành bản sao cây guitar dáng V "cánh ngắn" nguyên bản của Rhoads. Cây guitar nguyên mẫu của anh được các thợ làm đàn của Jackson chụp ảnh, đo đạc và xử lý để cho ra bản sao chính xác nhất có thể. Cây guitar có dán băng keo đen phủ lên phần cánh trên và lưng cây đàn, hệt như của Rhoads. Chỉ có 60 cây guitar được đưa vào sản xuất, một cây có giá tượng trưng là 12.619,56 đô la Mỹ - đúng theo sinh nhật Rhoads. Năm 2010, Gibson Guitars công bố ra mắt cây guitar đặc trưng do cửa hàng đặc chế, phỏng theo cây Les Paul Custom đời năm 1974 của Rhoads.
Nhằm tri ân Rhoads, Marshall Amplification đã phát hành sản phẩm 1959RR tại NAMM Show vào năm 2008. Chiếc âm ly là phiên bản giới hạn Marshall Super Lead 100-watt chỉ phủ màu trắng, phỏng theo âm ly Super Lead của Rhoads. Các kỹ sư của Marshall đã xem xét kỹ lưỡng chiếc âm ly thật của Rhoads và làm ra 1959RR theo đúng các thông số kỹ thuật ấy, thậm chí có cả điều chỉnh tín hiệu gain đặc biệt mà Rhoads đề xuất trong lần anh ghé thăm nhà máy của Marshall vào năm 1980.
Tháng 4 năm 2011, tác giả Joel McIver thông báo xuất bản  cuốn tiểu sử hoàn chỉnh đầu tiên về Rhoads, mang tựa đề Crazy Train: The High Life and Tragic Death of Randy Rhoads, với lời tựa và lời bạt lần lượt do Zakk Wylde và Yngwie Malmsteen chắp bút. Tháng 6 năm 2012, Velocity Publishing Group thông báo cuốn tiểu sử hoàn chỉnh về cuộc đời Rhoads (do Steven Rosen và Andrew Klein chắp bút) chứa hơn 400 trang tài liệu.
Ngày 31 tháng 5 năm 2011, nhân dịp kỷ niệm 30 năm và phát hành bản remaster (tái ghi hậu kỳ) của Blizzard of Ozz và Diary of a Madman, cả hai album được remaster và phục chế về trạng thái ban đầu với nguyên vẹn tiếng bas của Bob Daisley và tiếng trống của Lee Kerslake. Blizzard có ba bài tặng kèm: "You, Looking at Me, Looking at You", "Goodbye to Romance" (bản phối guitar và giọng hát năm 2010) và "RR" (bản solo guitar của Randy Rhoads trong phòng thu). Lúc đầu, Diary có đưa vào các phiên bản dài mờ dần âm thanh của "You Can't Kill Rock and Roll", "Tonight" và "Diary of a Madman" (bản remix năm 2010), song chúng không được đưa vào đĩa tái bản. Bản Di sản của Diary of a Madman có đưa vào đĩa CD ghi tựa Ozzy Live - album thu trực tiếp được tổng hợp từ nhiều tiết mục trong tour Blizzard of Ozz vào năm 1981. Tiết mục này có chung đội hình biểu diễn như album Tribute. Ngoài ra, trong hộp đĩa đặc biệt còn độc quyền chứa những phiên bản đĩa vinyl 180-gram của các album gốc, sách ảnh dài 100 trang và đĩa DVD Thirty Years After the Blizzard - sản phẩm đưa vào các thước phim video chưa phát hành của Rhoads.
Nhà sản xuất Kevin Churko (người trộn âm đĩa CD Ozzy Live vào năm 2010) cho biết Epic Records còn "cất trữ nhiều thứ trong kho" đối với những lần phát hành các sản phẩm của Rhoads với Osbourne, cũng như các đĩa ghi lại nhiều buổi trình diễn trực tiếp của ban nhạc trước đây. Mẹ Rhoads là bà Delores Rhoads đã lập Quỹ học bổng Randy Rhoads tại Đại học bang California, Northridge với mục đích trao học bổng thường niên cho sinh viên học guitar và tưởng nhớ con bà.
Ngày 18 tháng 1 năm 2017, Rhoads được ghi danh vào Đại sảnh Danh vọng lịch sử heavy metal vì đã định nghĩa vai trò lead guitar trong heavy metal. Ngày 30 tháng 1 năm 2021, Rhoads chính thức được ghi danh vào Đại sảnh Danh vọng Rock and Roll với giải Thành tựu xuất sắc trong âm nhạc (Musical Excellence Award). Những người phát biểu (qua tin nhắn video) tại buổi lễ ghi danh gồm có Ozzy Osbourne, các nghệ sĩ guitar Tom Morello của Rage Against the Machine, Zakk Wylde (cựu thành viên ban nhạc của Osbourne, và chịu ảnh hưởng lớn của Rhoads lúc trẻ) và Kirk Hammett của Metallica. Năm 2023, tạp chí Rolling Stone xếp Rhoads ở vị trí số 21 trong danh sách nghệ sĩ guitar vĩ đại nhất mọi thời.

## Danh sách đĩa nhạc

### với Quiet Riot
- Quiet Riot (1977)
- Quiet Riot II (1978)
- The Randy Rhoads Years (1993)

### với Ozzy Osbourne
- Blizzard of Ozz (1980)
- Mr Crowley Live EP (1980)
- Diary of a Madman (1981)
- Tribute (1987)
- Ozzy Live (2011)

## Sách
- Marshall, Wolf (1987). Ozzy Osbourne/Randy Rhoads Tribute. New York: Cherry Lane Music Company. ISBN 0-89524-347-4.
- Benoit, Tod (2009). Where Are They Buried? How Did They Die?. New York: Black Dog & Leventhal. ISBN 978-1-57912-822-7.
- Sarzo, Rudy (2017). Off the Rails (ấn bản thứ 3). CreateSpace Publishing. ISBN 1-53743-746-1.
- Fischer, Peter (2006). Masters of Rock Guitar 2: The New Generation. Mel Bay. ISBN 978-3-89922-078-0.
- Hurwitz, Tobias (1999). Guitar Shop – Getting Your Sound: Handy Guide. Alfred Publishing. ISBN 978-0-88284-956-0. Truy cập ngày 2 tháng 2 năm 2010.
- Osbourne, Ozzy (ngày 25 tháng 1 năm 2010). I Am Ozzy. Grand Central Publishing. ISBN 978-0446569903. Truy cập ngày 24 tháng 5 năm 2013.
- Prown, Pete; Lisa Sharken (2003). Gear Secrets of the Guitar Legends: How to Sound Like Your Favorite Players. Hal Leonard Corporation. ISBN 978-0-87930-751-6.
- Schroedl, Jeff (2014). Hal Leonard Guitar Tab Method. Hal Leonard Corporation. ISBN 9781495009068.